# 5708-as mellékút (Magyarország)
Az 5708-as mellékút egy bő 11 kilométeres hosszúságú, négy számjegyű mellékút Baranya vármegye dél-délkeleti részén; Nagyharsánytól húzódik a beremendi határátkelőhelyig.

## Nyomvonala
Nagyharsány központjában ágazik ki az 5701-es útból, annak majdnem pontosan a 23. kilométerénél, dél felé. Alig 400 méternyi szakasza húzódik a község belterületén, a Beremendi út nevet viselve, majd külterületre ér és ott folytatódik. 1,8 kilométer után nem sokkal keresztezi a Középrigóc–Villány-vasútvonal vágányait, annak már nem üzemelő, egykori nagyharsányi megállója közelében, majd kicsivel arrébb azt a szárnyvonalat is, amely a Beremendi Cementgyár kiszolgálására létesült. Még a második kilométere előtt Kistapolca határai közé lép; 2,8 kilométer után ismét keresztezi az iménti szárnyvonalat, majd kiágazik belőle nyugat felé az 5709-es út: ez vezet végig Kistapolca központján, és további három nyugati szomszédján, egészen Mattyig húzódva.
3,4 kilométer után az út eléri Beremend északi határszélét – ugyanott egy önkormányzati út is kiágazik belőle Kistapolca lakott részei felé –, a negyedik és hatodik kilométerei között pedig Siklósnagyfalu keleti határvonalát kíséri, ezen a szakaszon egyúttal nyugat felől a beremendi cementgyár létesítményei mellett halad el. Nagyjából 6,5 kilométer után már teljesen beremendi belterületek közt húzódik, a központban pedig beletorkollik az 5706-os út északkelet felől, Magyarbóly irányából. Belterületi szakasza eddig a Kossuth Lajos utca, innen délebbre a Petőfi Sándor utca nevet viseli; a névváltás helye közelében kiágazik belőle még az 57 121-es számú mellékút is délnyugatnak, Kásád központja felé.

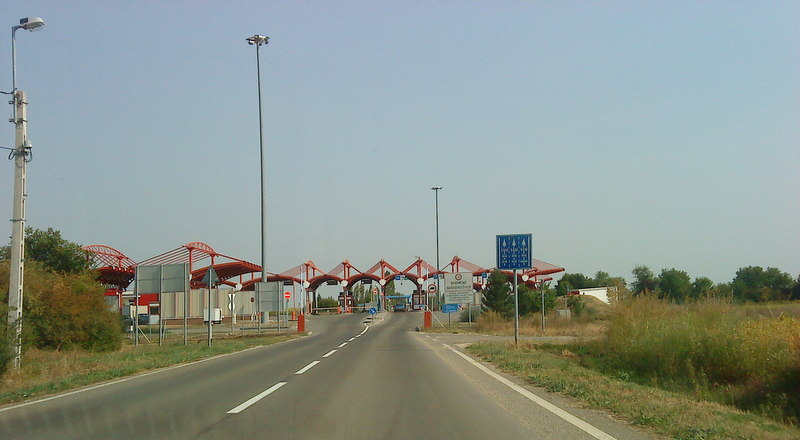
Az út a beremendi határátkelőnél

Már a kilencedik kilométerén is túl jár, amikor elhagyja Beremend utolsó házait, nem sokkal ezt követően pedig eléri az országhatárt, ahol véget is ér. Folytatása a határ horvát oldalán – Petárda (Baranjsko Petrovo Selo) közigazgatási területén, a község belterületének északkeleti részéig – a D211-es útszámozást viseli.
Teljes hossza, az országos közutak térképes nyilvántartását szolgáló kira.kozut.hu adatbázisa szerint 11,043 kilométer.

## Története
1934-ben a kereskedelem- és közlekedésügyi miniszter 70 846/1934. számú rendelete harmadrendű főúttá nyilvánította, 635-ös útszámozással.

## Települések az út mentén
- Nagyharsány
- (Kistapolca)
- (Siklósnagyfalu)
- Beremend